# Sorbus rupicola
Sorbus rupicola là loài thực vật có hoa trong họ Hoa hồng. Loài này được Hedl. miêu tả khoa học đầu tiên.

## Hình ảnh

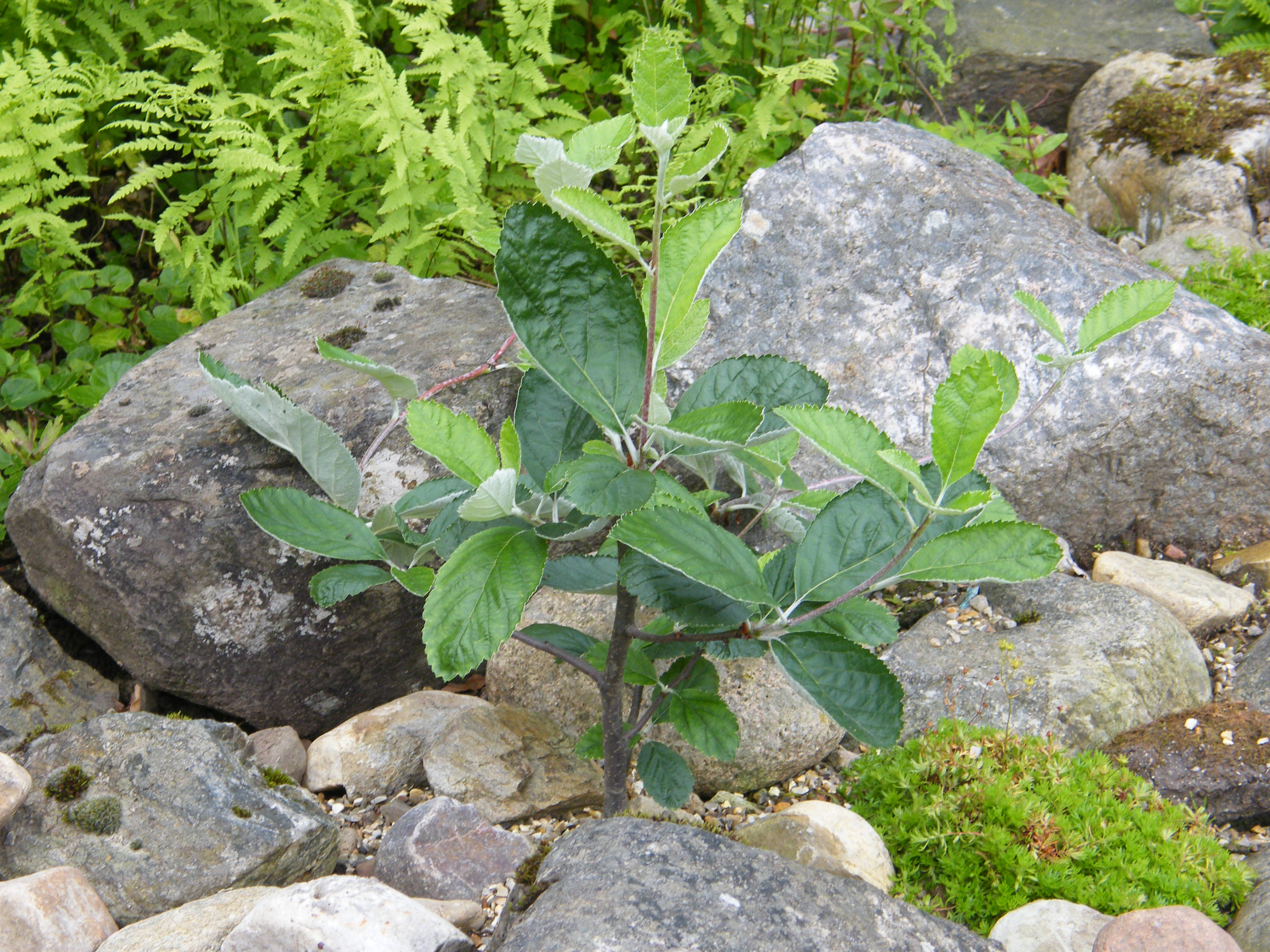
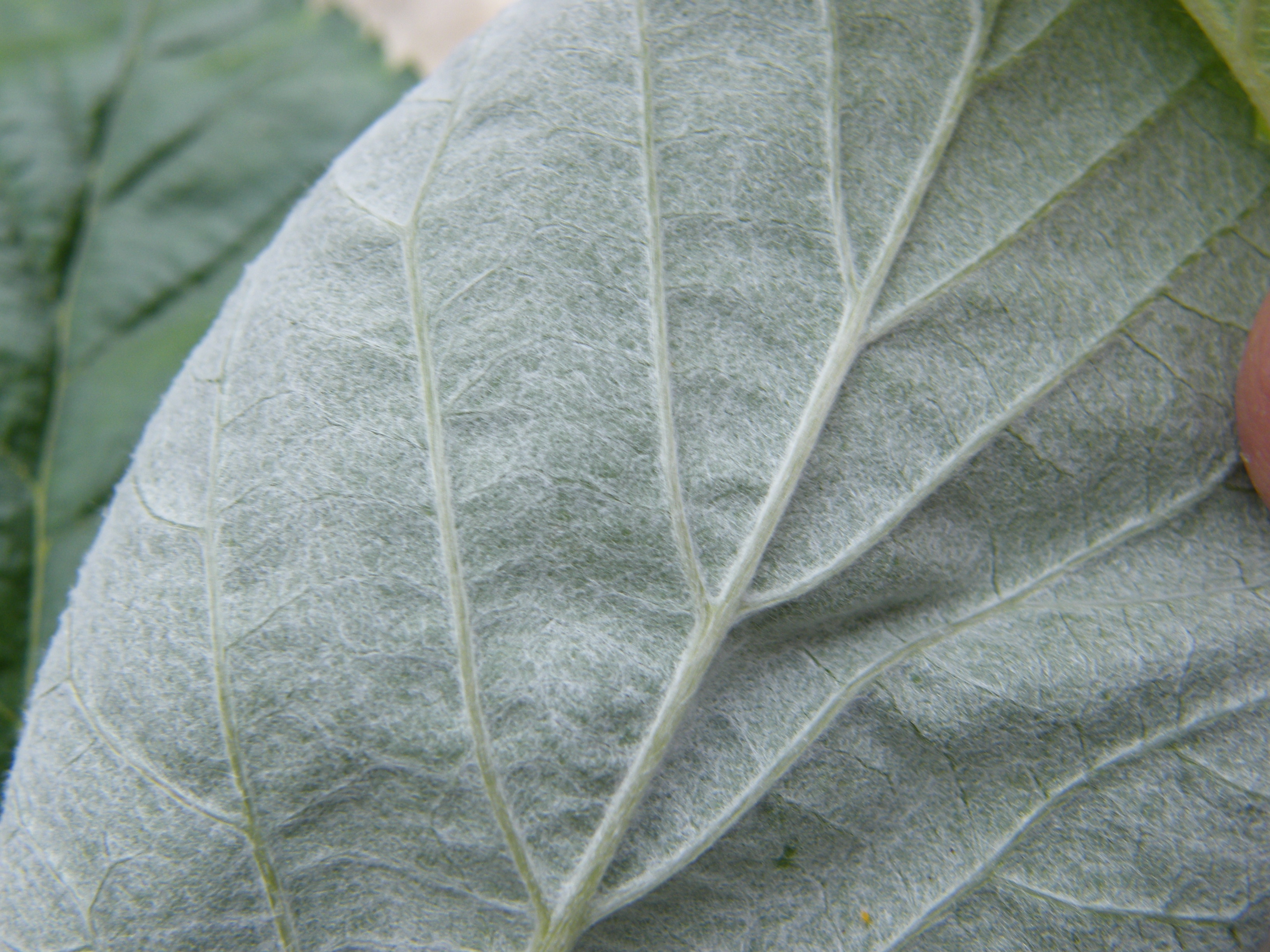
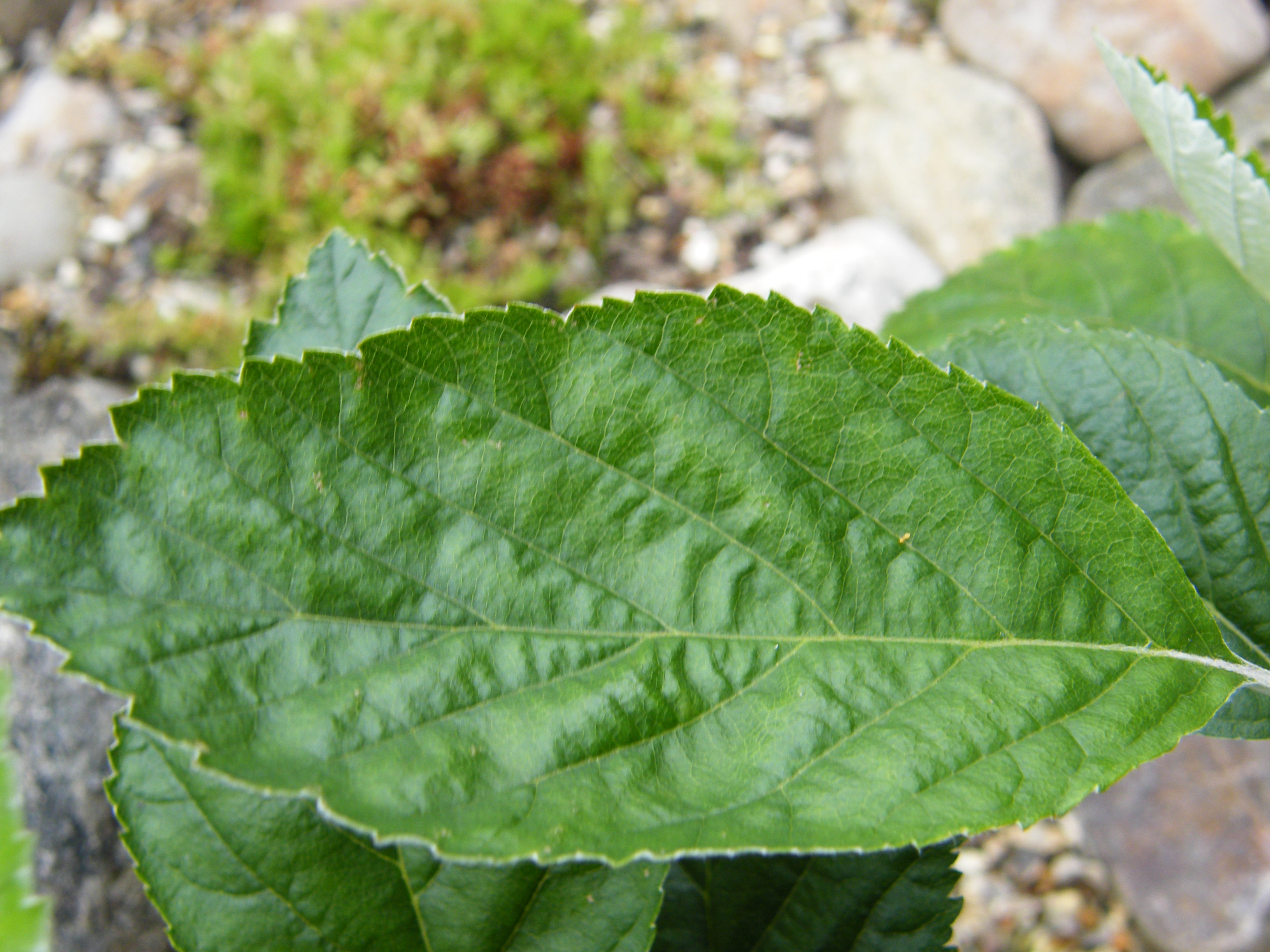
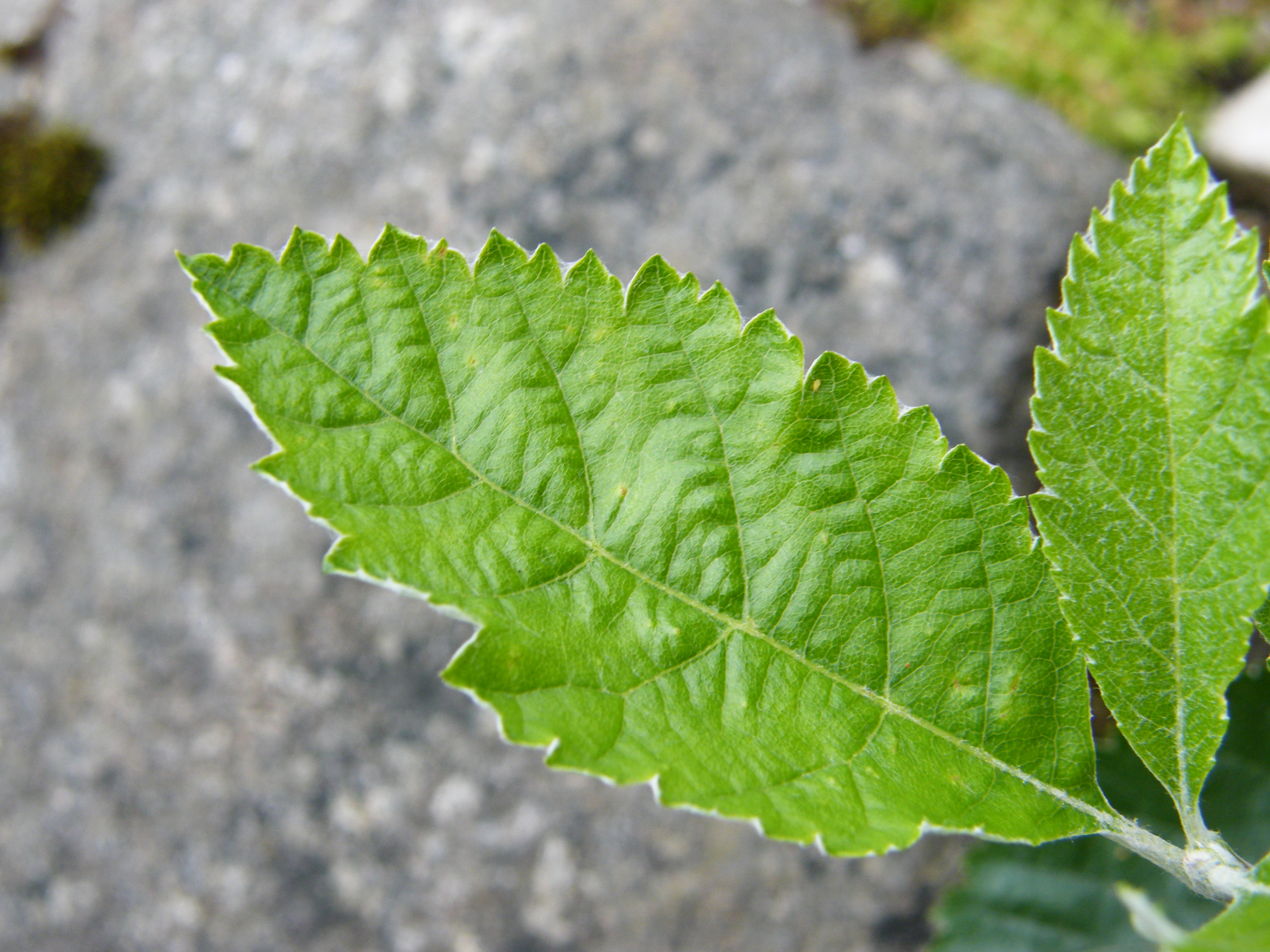